# Spanna
La spanna è un'unità di misura antica, che si basa sulla distanza tra le punte del pollice e del mignolo in una mano di adulto aperta, equivalendo a circa 20 cm.
La spanna è suddivisibile in 10 dita o 7,5 pollici ed equivale a due terzi di piede. Ma in altri sistemi viene invece suddivisa in 10⅔ dita o 8 pollici. Nel sistema inglese, una spanna equivale a 9 pollici.
La parola sembra derivare dal francone spanna.
Per analogia, il concetto di "spanna" viene utilizzato per indicare qualche misura grossolana, da dove molti derivati come "misura spannometrica", cioè "a occhio", "grosso modo", eccetera.